# Gedenkbank J.A. de Jongh
De Gedenkbank J.A de Jongh is een monument annex kunstwerk in de Nederlandse plaats Den Helder. Het gedenkt de luitenant-ter-zee Johan August de Jongh (1891 - 1917).

## Achtergrond
De Jongh was luitenant-ter-zee aan boord van de Hr. Ms. Pangrango, die op 4 oktober 1917 uit Den Helder vertrok. Tussen het Westgat en het Schulpengat sloeg een matroos overboord. De Jongh bedacht zich geen moment, sprong overboord en redde de matroos met reddingsboei en reddingslijn. Die reddingsactie moest hij zelf met de dood bekopen doordat hij onvoldoende kracht had zich vast te klampen aan de lijn. Hij schoot onder het schip door en zou later aan de zuidpunt van Texel uit het water gevist worden. 

## Eerste gedenkplaat
In november 1917 werd te Willemsoord in het Koninklijk Instituut voor de Marine een eerste gedenkmonument onthuld. De plaat was van marmer en bevatte in gouden letters de tekst:
Ter nagedachtenis aan de moedige daad van wilskracht en zelfopoffering van Johan August de Jongh, luit. Ter zee 2de kl. Geboren 19 juli 1891, overleden 4 october 1917. Hij zag, dat een zijner mannen buitenboord was geslagen en zonder hulp verloren zou zijn: zonder aarzelen, ondanks de hooge zee, sprong hij den drenkeling na, wist hem te redden, doch liet zelf daarbij het leven. Zijn jaargenooten— "Gedenkplaat luit. ter zee J. A. de Jongh." Nieuwe Rotterdamsche Courant, 17 november 1917.

## Gedenkbank

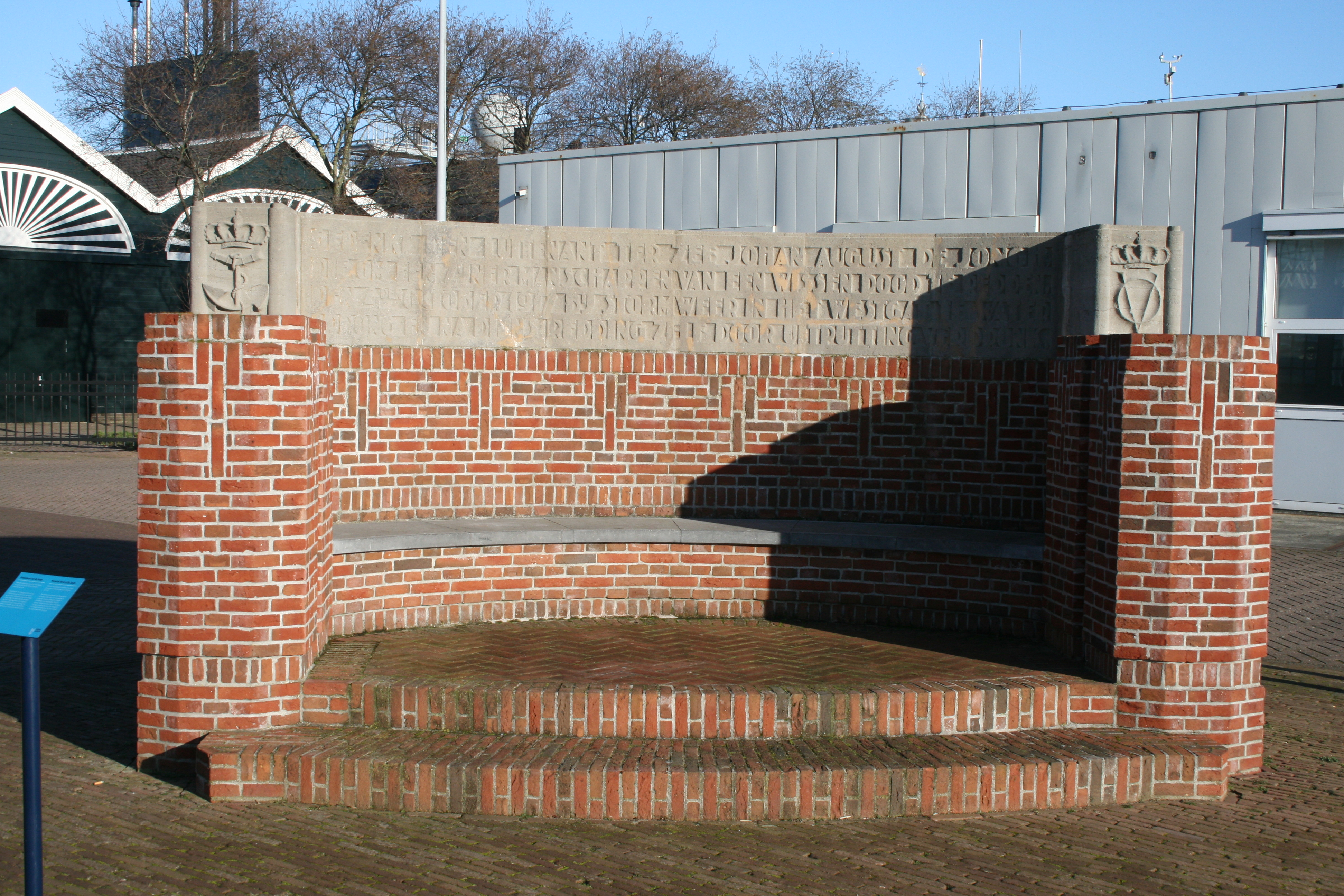
Gedenkbank (januari 2017)

Op 10 juli 1919 werd de Gedenkbank J.A. de Jongh onthuld. Dit kunstwerk werd aangeboden door de Koninklijke Nederlandsche Vereeniging Onze Vloot en de Koninklijke Marine. Het ontwerp van de bank was afkomstig van de broers Herman Ambrosius Jan Baanders en Jan Baanders, die later hun sporen verdiend hebben met bouwwerken in de Amsterdamse Schoolstijl. De gebroeders ontwierpen een halfronde bank van baksteen met bovenop de rugleuning een muschelkalksteen balk met in reliëf de inscriptie:
Gedenkt den Luitenant ter Zee Johan August de Jongh die, om één zijner manschappen van een wissen dood te redden den 4en October 1917 in het Westgat te water sprong en na diens redding zelf door uitputting verdronk
Oorspronkelijk zou de bank geplaatst worden nabij De Jonghs graf op de begraafplaats in Amersfoort, doch het zag er toen naar uit dat dat in de daaropvolgende jaren geruimd zou worden. Er werd besloten de bank te plaatsen aan de Buitenhaven aan het Nieuwediep. De onthulling vond plaats in de aanwezigheid van De Jonghs vader en weduwe. De bank hield het op die plek vijftig jaar uit, maar moest toen wijken voor een dijkverzwaring. De bakstenen bank werd afgebroken en de natuurstenen balk werd geplaatst op een jaren 70 bank bij het Helderse Marinemuseum. Daar stond het vervolgens jaren te verpieteren en af te brokkelen. Een inwoonster van Den Helder zag het gebeuren en wees rond 2000 de toenmalige directeur op de teloorgang van het monument. Er werd besloten op zoek te gaan naar de originele tekeningen, die teruggevonden werden in het archief van de gebroeders Baanders in het Stadsarchief Amsterdam. De bank werd in originele staat herbouwd en in 2013 opnieuw onthuld op het gedenkplein van het Marinemuseum.

## Uiterlijk
Het is een halfronde bank, grotendeels uitgevoerd in rood en afgewisseld met donkerder baksteen Het geheel heeft een kleine terrasvormige opstap; de opbouw laat de voor de Amsterdamse Schoolstijl typische horizontale en verticale metseltechniek zien. Het zitelement is van natuursteen. Daarboven is geplaatst de muschelkalkstenen balk, met van voren gezien links een onklaar anker en rechts het wapen van Vereniging Onze Vloot. Het gebruikte lettertype in de tekst is volgens de Amsterdamse Schoolstijl uitgefreesd.